# Taichung kraftverk

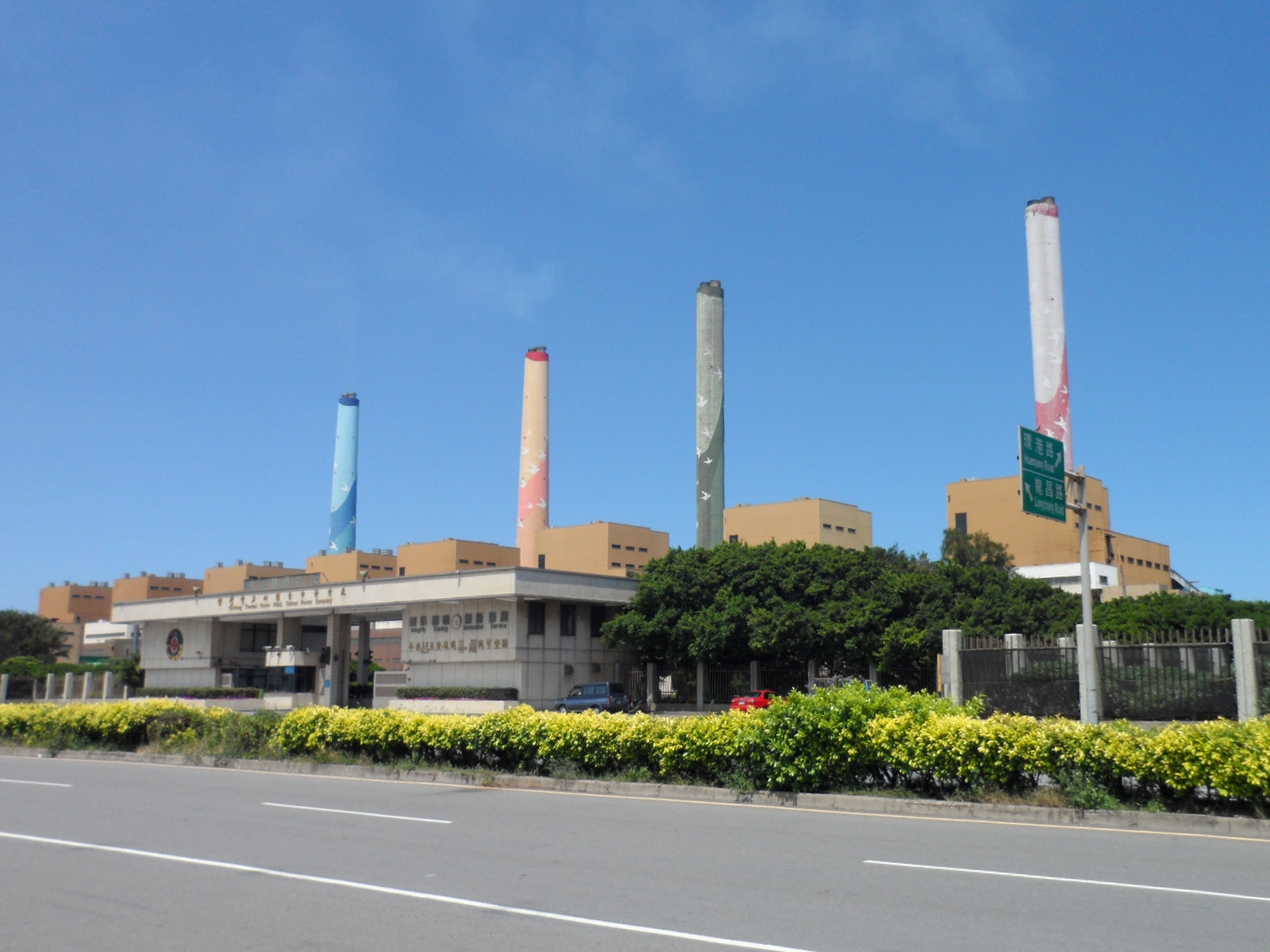
Taichung kraftverk.

Taichung kraftverk är ett värmekraftverk i Taichung i Taiwan. Det har en installerad effekt på 5 500 MW, uppdelat på 10 block, alla med koldrift. Anläggningen var färdigbyggd år 1998, men utvidgades år 2006 och drivs av Taiwan Power Company (Taipower). Det finns också 4 gasturbiner, med en total effekt på 280 MW, och 22 vindkraftverk, med en total effekt på 44 MW, på området.
År 2006 använde kraftverket 12 miljoner ton stenkol och 2,5 miljoner ton brunkol som huvudsakligen importerades från Indonesien. Det släppte ut mer än 40 miljoner CO2 om året och var därmed ett av de största punktutsläppen i världen. Från år 2018 har kraftverket tillstånd att använda 16 miljoner ton kol per år, en minskning med 24 % från det tidigare tillståndet.
Det finns planer på att komplettera kolkraftverket med två gasturbiner med en total effekt på  2 600 MW som skall eldas med flytande naturgas (LNG). Med  utbyggnaden, som beräknas vara  klar år 2030, kommer endast 6 av kraftverkets block att eldas med kol och utsläppen minskar kraftigt.
Intill Taichung kraftverket ligger Taichung-2 ett kraftverk med en effekt på 1 930 MW från år 1992.  År 2000 byggde Mitsui och Toshiba det koldrivna Taichung IPP kraftverk i ett hamnområde i norra Taichun. Det har två block med en total effekt på 1 000 MW och levererar till samma kunder som Taichung.